# Steeplejack Music
Steeplejack Music ist ein deutsches Plattenlabel mit Sitz in Lohmar, in der Nähe von Köln. Es wurde 1996 gegründet, blieb aber bis 2003 fast komplett inaktiv.
Der Neustart begann 2004 mit der Veröffentlichung des Albums Birds & Beasts der Connemara Stone Company. 2006 kam dann der Schotte Craig Herbertson dazu und 2007 nahm das Label das Folk-Duo Broom Bezzums unter Vertrag. 2008 erreichte das Duo beim Deutscher Rock und Pop Preis den 3. Platz als „Beste Folk Rock Band“, sowie Preis der deutschen Schallplattenkritik in der Bestenliste 1-2016.
Das Label ist hauptsächlich aktiv in den Genres Folk, Folk-Rock, Akustik Pop/Rock und Singer/Songwriter.

## Musiker bei Steeplejack Music
- Rosier (früher Les Poules à Colin)
- WÖR
- Broom Bezzums
- Craig Herbertson
- Wayfaring Strangers
- Connemara Stone Company
- The Rehats
- Nadine Traoré

## Diskografie
- Heart & Mind - The Rehats, 2023
- Nothing but the Truth - The Rehats, 2020
- Blinking Light - Tsuumi sound System, 2019
- Cures All - Brother Snakeoil & the Medicine Men, 2019
- And Then - Katie Doherty & the Navigators, 2019
- Half-Witted, Merry and Mad - Andrew Cadie, 2018
- The Schoolhouse Sessions - Roger C. Wade meets Balta Bordoy, 2018
- Morose - Les Poules à Colin, 2018
- Sssht - WÖR, 2018
- Winterman (Bonus Edition) - Broom Bezzums, 2017
- No Smaller than the World - Broom Bezzums, 2015
- Round the Houses (EP) - Broom Bezzums, 2013
- As the Crow Flies – Goodwin & Gray, 2013
- Winterman - Broom Bezzums, 2012
- Communication Breakdown - Craig Herbertson, 2012
- Geisterbahn - Various Artists, 2011
- Wine from a Mug - Broom Bezzums, 2011
- Under the Rug - Broom Bezzums, 2008
- A Health to the Ladies - Craig Herbertson, 2008
- Arise you sons of freedom ... - Broom Bezzums, 2007
- Lord of Whisky - Craig Herbertson, 2007
- Sitting with the Castaways - The Mark Bennett Band, 2006
- Birds & Beasts - Connemara Stone Company, 2004
- Driftwood - Wayfaring Strangers, 2000
- Live - Wayfaring Strangers, 1997
- From Warminster to Warsaw - Neil Grant, 1996